# Убервальд
Убервальд (нем. Überwald) — выдуманная страна из серии книг «Плоский мир» Терри Пратчетта. Самая большая страна Безымянного Континента. Она расположена в предгорьях Овцепикских гор.

## Название
Название региона является переводом латинского слова Трансильвания на немецкий язык и означает зале́сье. В некоторых рукописях XIII века эта страна фигурирует именно под таким названием. Убервальд сочетает в себе черты различных стран Восточной Европы, со всеми их типичными стереотипами, показанными в многочисленных фильмах ужасов английской киностудии Hammer Films (Франкенштейн, Дракула).

## География
По своей сути, Убервальд — это ряд отдельно стоящих укреплённых городов и замков, между которыми нет настоящих границ. Всё остальное пространство занимают девственные леса, многочисленные горные гряды и реки. Убервальд — родина многочисленных гномьих и троллийских кланов. Когда-то, много веков назад, на этих землях царила Священная Империя, символом который была двуглавая летучая мышь. Империя давно распалась, но двуглавая летучая мышь по-прежнему украшает герб страны.
Наиболее крупные города:
- Bad Blintz (Блин Комом) — упоминается в книге «Изумительный Морис и его учёные грызуны»
- Bad Schüschein
- Клопы (Bugs)
- Бонк (Bonk, произносится [be-yonk]). В русском переводе — Здец.
- Эскроу (Escrow)
- Липвиг. Известен тем, что там разводят огромных злобных псов породы липвигзер

Наиболее важные за́мки: родовой замок графа Сорокулы «Неподходиблизко», замок Марголотты, замок фон Убервальд.

## Политика
В Убервальде «вместо закона правят традиции», правят кланы оборотней и вампиров, до сих пор враждующие между собой. В более поздние времена, после «Клопского конвента» (намек на «Diet of Worms», то есть Вормсский эдикт) — чеснок и серебро, люди и гномы стали играть более заметную роль в политической жизни страны. В книге «Пятый элефант» описывается коронация гномьего Короля-под-горой, авторитетного судьи в делах всех гномов (причём не только в Убервальде).

## Экономика
Экономика Убервальда основана на добыче полезных ископаемых. Недра страны богаты драгоценными металлами (добываются золото, железо, но не серебро), но основной статьёй экспорта является жир. Происхождение залежей жира и других ископаемых объясняется теорией Пятого Слона.
Многие гномы, работающие за пределами Убервальда, посылают своим родственникам в Убервальд заработанные деньги (и сокровища: драгоценные камни, золото и др.)

## Персонажи, рождённые в Убервальде
- Ангва фон Убервальд — вервольф, служащая городской стражи Анк-Морпорка.
- Игори.
- Мойст фон Липвиг — мошенник, главный почтмейстер Анк-Морпоркского почтамта, начальник Королевского Монетного Двора.
- Отто Шрик — вампир, «иконографер» анк-морпоркской газеты.
- Салация фон Хампединг — вампир, персонаж книги «Шмяк!».
- Натт — гоблин из Незримого Университета, персонаж книги «Незримые академики».

## Аллюзии
В книге «Вор времени» упоминаются убервальдские деревянные куклы, вкладывающиеся одна в другую (аналог матрёшек).
Убервальд — это вывернутое и доведённое до абсурда коллективно-бессознательное представление о вампирах, оборотнях, Зловещем Смехе Сумасшедших Учёных, а также Разъярённой Толпе С Вилами И Топорами. Добро пожаловать!
Само собой разумеется, что сырьевая экономика, герб в виде двуглавой летучей мыши, а также нарастающие центробежные тенденции на фоне роста националистических движений, не имеют никакого отношения к России. Повышенная лесистость Убервальда и прямая ссылка на пьесы А. П. Чехова тоже совершенно ни при чём.

## Прочее
В полигонной игре «5 минут до Страшдества» главной локацией стала убервальдская деревенька Бёдблинтц, население которой составляют вампиры, тролли, гномы, сумасшедшие учёные, и другие персонажи. В 2010 году в Ярославле проводилась ролевая игра «Тени Убервальда».